# Джордж Манангої
Джордж Мейтамеї Манангої (англ. George Meitamei Manangoi, 29 листопада 2000) — кенійський легкоатлет, який спеціалізується в бігу на середні дистанції, чемпіон світу серед юнаків (2017) та юніорів (2018) у бігу на 1500 метрів.

## Основні міжнародні виступи
| Рік              | Змагання                      | Місто            | Місце            | Дисципліна       | Примітки         |
| Виступи за Кенія | Виступи за Кенія              | Виступи за Кенія | Виступи за Кенія | Виступи за Кенія | Виступи за Кенія |
| ---------------- | ----------------------------- | ---------------- | ---------------- | ---------------- | ---------------- |
| 2017             | Чемпіонат світу серед юнаків  | Найробі          | 1                | 1500 метрів      | [ 1 ] [ 2 ]      |
| 2018             | Чемпіонат світу серед юніорів | Тампере          | 1                | 1500 метрів      | [ 3 ]            |